# Planjsko
Planjsko je razloženo naselje v Občini Majšperk na severovzhodu Slovenije in spada pod Štajersko pokrajino in Podravsko regijo. Leži na pobočjih gozdnatih Haloz. V dolini naselja teče potok Jesenica.